# فهرست شهرداری‌های ارمنستان

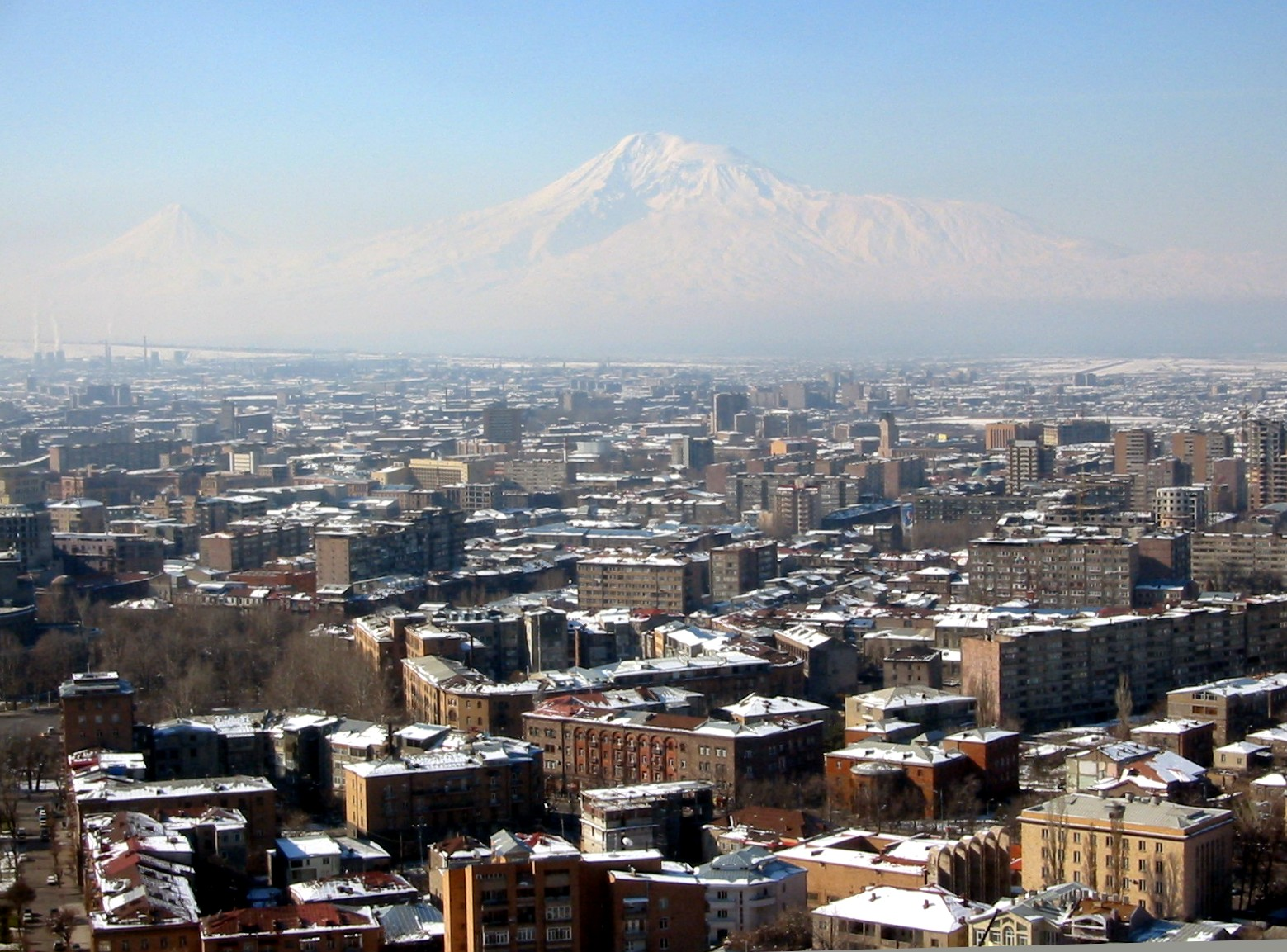
ایروان پایتخت ارمنستان

فهرست شهرداری‌های ارمنستان (شهرها، روستاها یا جوامع روستایی) عبارتند از:

## شهرها/شهرک‌ها یا جوامع شهری

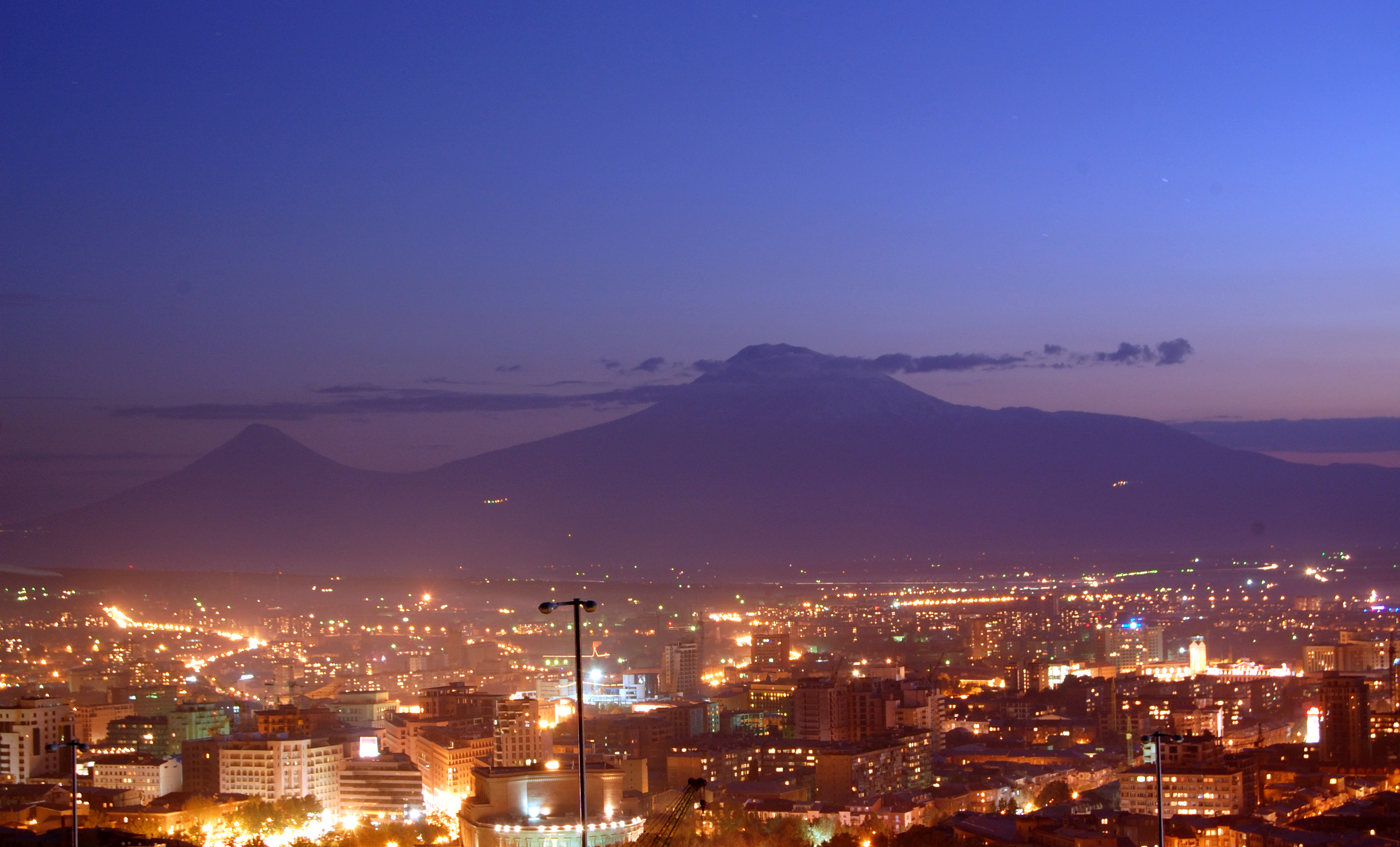
ایروان، پایتخت ارمنستان

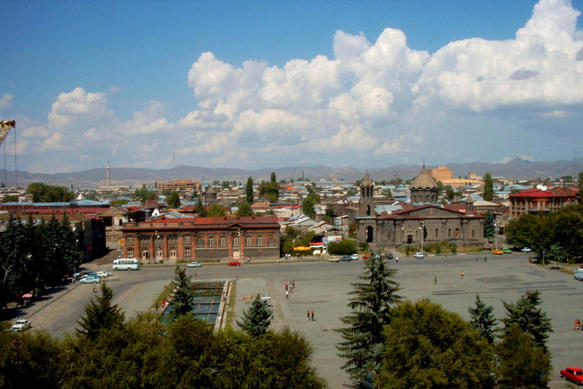
گیومری

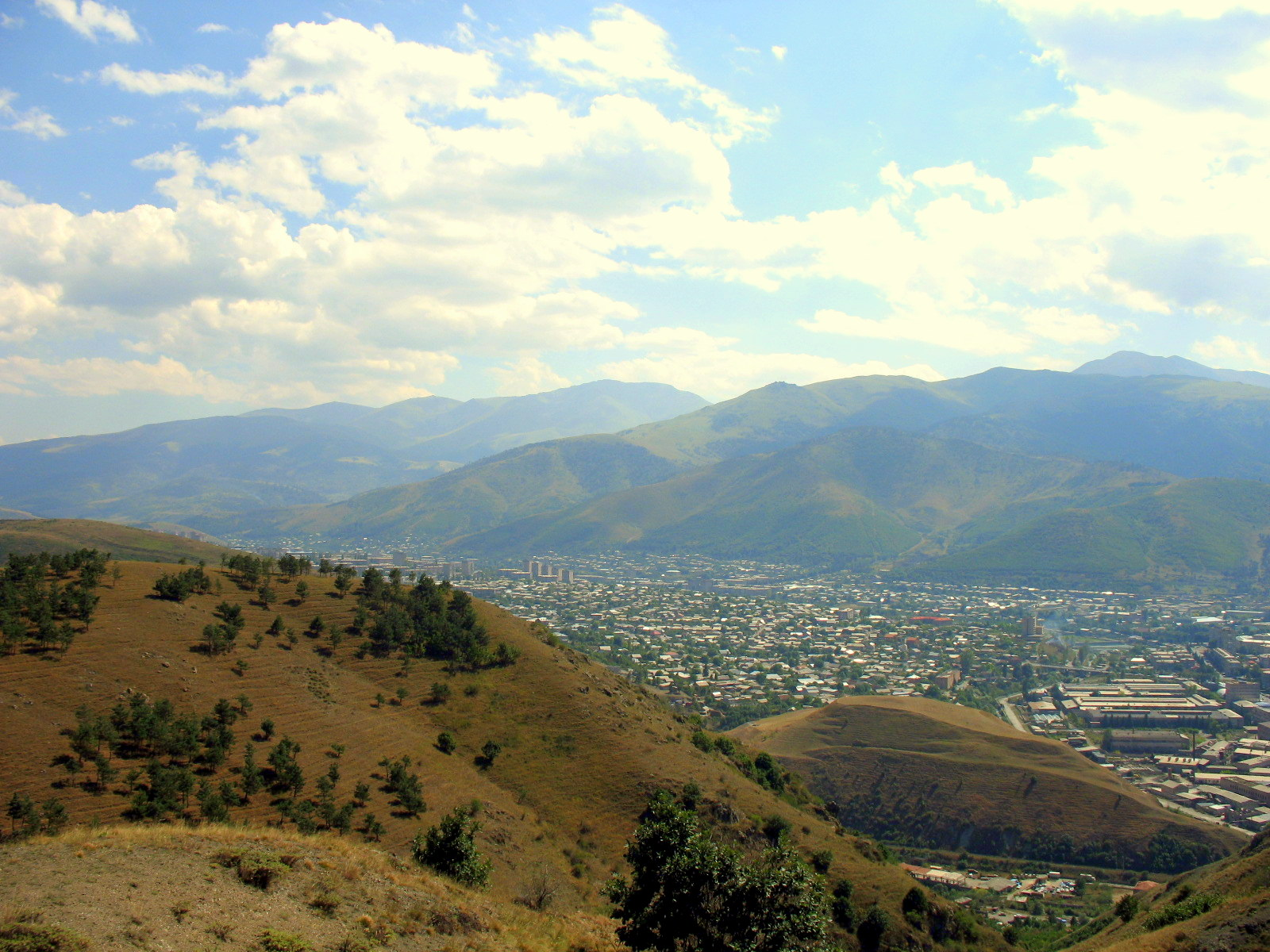
وانادزور

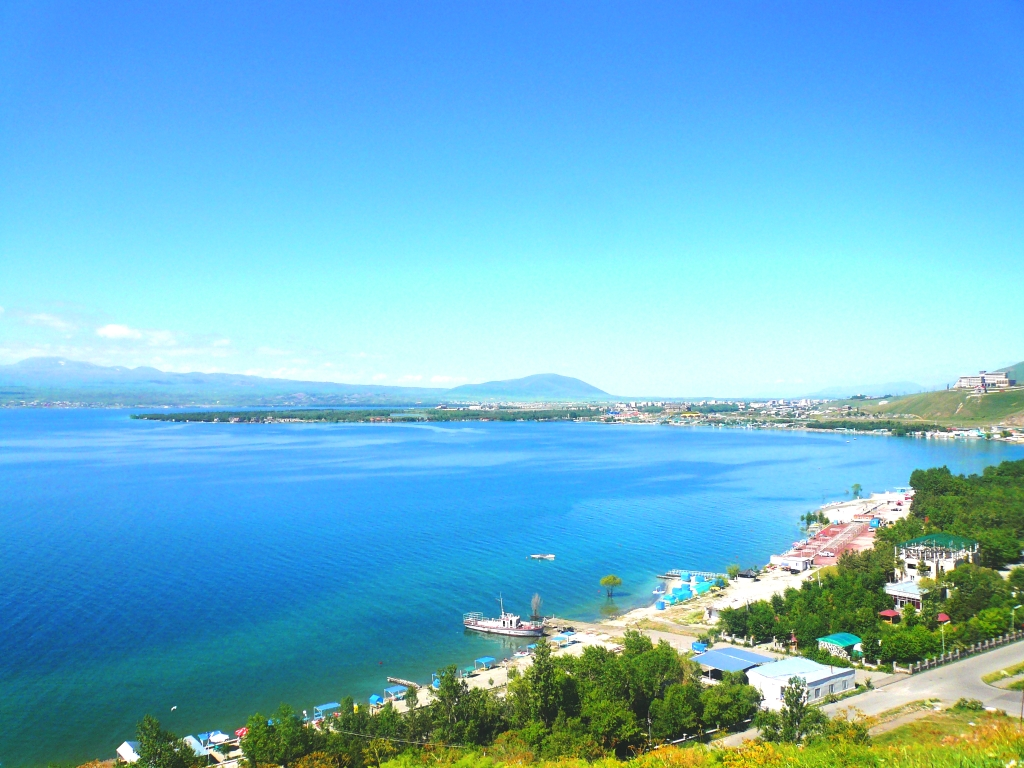
سوان

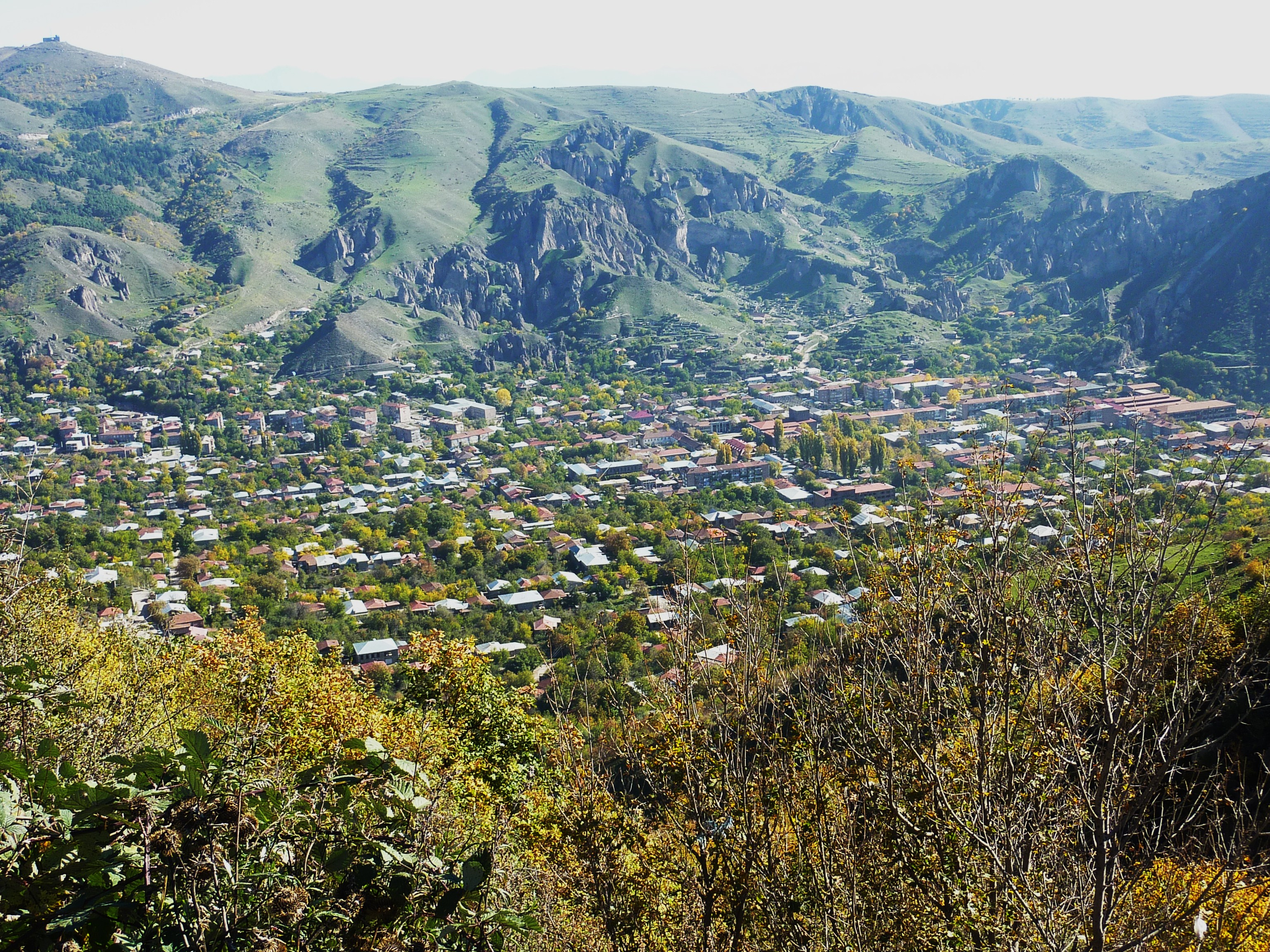
گوریس

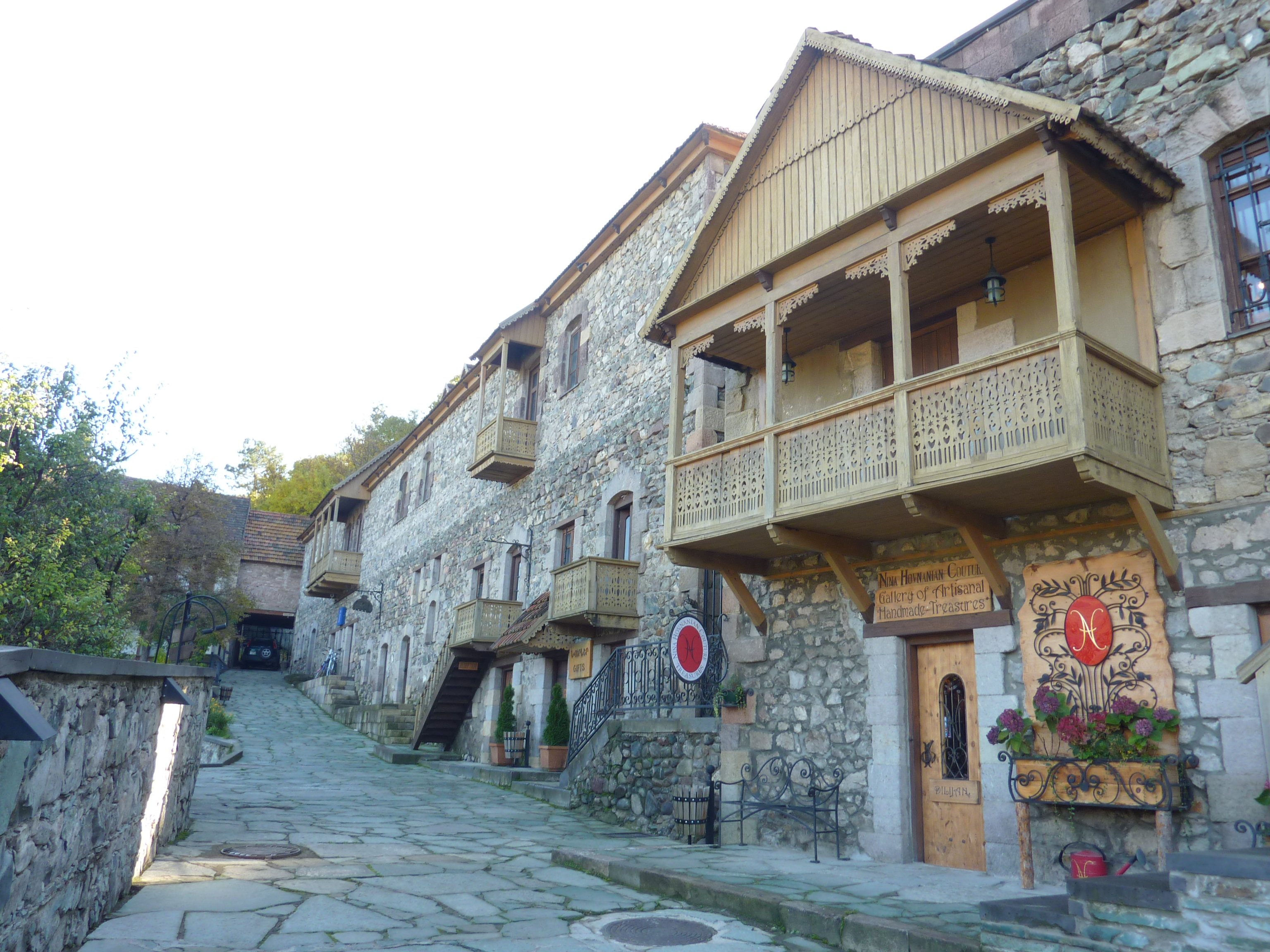
دیلیجان

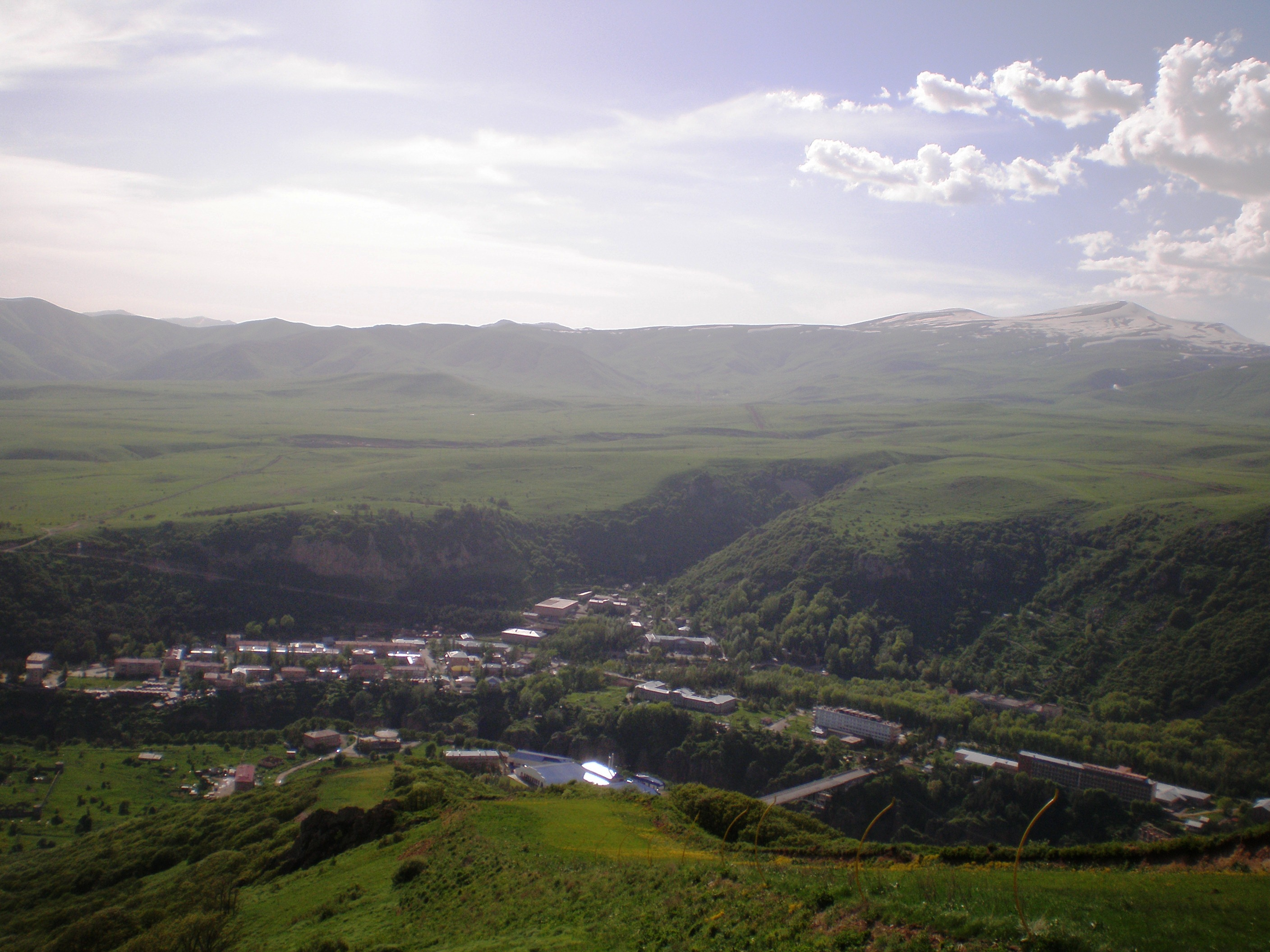
جرموک

| Community  | استان (مارز)     | بنیانگذاری                                                   | مساحت (km2) | جمعیت (۲۰۱۱) |
| ---------- | ---------------- | ------------------------------------------------------------ | ----------- | ------------ |
| آبوویان    | استان کوتایک     | ۱۹۶۳                                                         | ۱۱          | ۴۳٬۴۹۵       |
| آگاراک     | استان سیونیک     | ۱۹۴۹                                                         | ۲٫۵         | ۴٬۴۲۹        |
| آختالا     | استان لوری       | سده ۱۸ام میلادی (نخستین اشاره)                               | ۴٫۳         | ۲٬۰۹۲        |
| آلاوردی    | لوری             | سده ۱۷ام میلادی (نخستین اشاره)                               | ۱۸          | ۱۳٬۳۴۳       |
| آپاران     | استان آراگاتسوتن | سده ۲ام میلادی (نخستین اشاره)                                | ۳٫۵         | ۶٬۴۵۱        |
| آرارات     | استان آرارات     | ۱۹۲۰                                                         | ۶           | ۲۰٬۲۳۵       |
| آرماویر    | استان آرماویر    | ۱۹۳۱                                                         | ۶           | ۲۹٬۳۱۹       |
| آرتاشات    | آرارات           | ۱۹۴۵                                                         | ۱۲          | ۲۲٬۲۶۹       |
| آرتیک      | استان شیراک      | ۱۹۳۹                                                         | ۹           | ۱۹٬۵۳۴       |
| آشتاراک    | آراگاتسوتن       | سده ۹ام میلادی (نخستین اشاره)                                | ۷٫۵         | ۱۹٬۶۱۵       |
| آیروم      | استان تاووش      | ۱۹۳۷                                                         | ۱٫۶         | ۲٬۱۲۶        |
| برد        | تاووش            | سده ۱۰ام میلادی                                              | ۳٫۵         | ۷٬۹۵۷        |
| بیورغاوان  | کوتایک           | ۱۹۴۵                                                         | ۴           | ۹٬۵۱۳        |
| چامباراک   | استان گغارکونیک  | دهه ۱۸۳۰                                                     | ۶           | ۵٬۸۵۰        |
| چارنتساوان | کوتایک           | ۱۹۴۷                                                         | ۵           | ۲۰٬۳۶۳       |
| داستاکرت   | سیونیک           | سده ۱۲ام میلادی (نخستین اشاره)                               | ۰٫۵         | ۳۲۳          |
| دیلیجان    | تاووش            | ۱۵۴۴ میلادی                                                  | ۱۳          | ۱۷٬۷۱۲       |
| گاوار      | گغارکونیک        | ۱۸۳۰                                                         | ۱۶          | ۲۰٬۷۶۵       |
| گوریس      | سیونیک           | ۱۸۷۰                                                         | ۸           | ۲۰٬۵۹۱       |
| گیومری     | شیراک            | سده ۵ام پیش از میلاد با نام کومایری ۱۸۳۷ با نام آلکساندراپول | ۵۴          | ۱۲۱٬۹۷۶      |
| هرازدان    | کوتایک           | ۱۹۵۹                                                         | ۲۲          | ۴۱٬۸۷۵       |
| ایجوان     | تاووش            | دهه ۱۷۸۰                                                     | ۴٫۶         | ۲۱٬۰۸۱       |
| جرموک      | استان وایوتس‌جور  | سده ۱۳ام میلادی (نخستین اشاره)                               | ۵           | ۴٬۶۲۸        |
| کاجاران    | سیونیک           | ۱۹۵۸                                                         | ۲٫۸         | ۷٬۱۶۳        |
| کاپان      | سیونیک           | سده ۱۰ام میلادی                                              | ۳۶          | ۴۳٬۱۹۰       |
| مارالیک    | شیراک            | سده ۵ام میلادی (نخستین اشاره)                                | ۴           | ۵٬۳۹۸        |
| مارتونی    | گغارکونیک        | ?                                                            | ۱۰          | ۱۲٬۸۹۴       |
| ماسیس      | آرارات           | ۱۹۵۰                                                         | ۵٫۷         | ۲۰٬۲۱۵       |
| مغری       | سیونیک           | سده ۱۷ام میلادی                                              | ۳           | ۴٬۵۸۰        |
| متسامور    | آرماویر          | ۱۹۶۹                                                         | ۴           | ۹٬۱۹۱        |
| نور هاچن   | کوتایک           | ۱۹۵۳                                                         | ۲٫۳         | ۹٬۳۰۷        |
| نویمبریان  | تاووش            | سده ۱۳ام میلادی (first settled)                              | ۳٫۶         | ۵٬۳۱۰        |
| سوان       | گغارکونیک        | ۱۸۴۲                                                         | ۸٫۵         | ۱۹٬۲۲۹       |
| شاملوغ     | لوری             | ۱۷۷۰                                                         | ۳٫۶         | ۷۰۰          |
| سیسیان     | سیونیک           | سده ۸ام پیش از میلاد (نخستین اشاره)                          | ۹           | ۱۴٬۸۹۴       |
| اسپیتاک    | لوری             | سده ۱۷ام میلادی                                              | ۵٫۶         | ۱۲٬۸۸۱       |
| استپاناوان | لوری             | ۱۸۱۰                                                         | ۱۴          | ۱۳٬۰۸۶       |
| تالین      | آراگاتسوتن       | سده ۲ام میلادی (نخستین اشاره)                                | ۷           | ۵٬۳۱۰        |
| تاشیر      | لوری             | ۱۸۴۴                                                         | ۵٫۶         | ۷٬۷۷۳        |
| تساغکادزور | کوتایک           | ۵۷۴ میلادی (نخستین اشاره)                                    | ۴           | ۱٬۲۵۶        |
| تومانیان   | لوری             | ۱۹۲۶                                                         | ۱           | ۱٬۷۱۰        |
| واغارشاپات | آرماویر          | ۶۸۵                                                          | ۱۳          | ۴۶٬۵۴۰       |
| وانادزور   | لوری             | ۱۸۲۸                                                         | ۳۲          | ۸۶٬۱۹۹       |
| واردنیس    | گغارکونیک        | ۱۸۳۰                                                         | ۱۰          | ۱۲٬۶۸۵       |
| وایک       | وایوتس‌جور        | ۱۸۲۸                                                         | ۳           | ۵٬۸۷۷        |
| ودی        | آرارات           | سده ۱۳ام میلادی (نخستین اشاره)                               | ۵٫۶         | ۱۱٬۳۸۴       |
| یغگنادزور  | وایوتس‌جور        | سده ۵ام میلادی (نخستین اشاره)                                | ۶           | ۷٬۹۴۴        |
| یغوارد     | کوتایک           | سده ۶ام میلادی (نخستین اشاره)                                | ۷           | ۱۱٬۶۷۲       |
| ایروان     | —                | ۷۸۲                                                          | ۲۲۳         | ۱٬۰۶۰٬۱۳۸    |

Sources: Armenia 2011 census
- آبوویان، آرارات
- آچاجور
- آچارکوت
- آگاراک، آراگاتسوتن
- آگاراک
- آگاراک (روستا)، سیونیک
- آگاراکاوان
- آگاراکادزور
- آغاونادزور، کوتایک
- آغاونادزور، وایوتس‌جور
- آغاوناتون
- آغاوناوانک، تاووش
- آغبرک
- آغین
- آغیتو
- آغنجادزور
- آغتسک
- آغوانی
- آغووریک
- آهنیدزور
- آخلاتیان
- آخپرادزور
- آخوریک
- آخوریان
- آکناغبیور
- آکنالیج
- آکناشن
- آکنر، سیونیک
- آکوری
- آکونک، آراگاتسوتن
- آکونک، کوتایک
- آکونک
- الاگیاز
- آلاپارس
- آلاشکرت
- آلوانک
- الوار
- آماسیا، آرماویر
- آماسیا، شیراک
- آمبرد، آرماویر
- آمراکیتس
- سادونتس
- آنگغاکوت
- آنیاوان
- آنیپمزا
- آنتارامج
- آنتاراموت
- آنتاراشات
- آنتاراشن
- آنتاروت
- آنوشاوان
- آپاگا
- آپاون
- آپنا
- آرایی
- آراگاتس، آراگاتسوتن
- آراگاتس، آرماویر
- آراگاتساوان
- آراگاتسوتن (روستا)
- آراگیوغ
- آراجادزور
- آراکس، آرماویر
- آراکس، واغارشاپات
- آراکساوان
- آرالز
- آراموس
- آراپی
- آرارات (آرارات)
- آراتاشن
- آراووس
- آرازاپ
- آربات
- آرچیس
- آردنیس
- آردوی
- آرگنادم
- آرگونی
- آرنی
- آروابویر
- آرواداشت
- آرواشات
- آرواشوغ
- آرواتساگ
- آرویک
- آرویک، آرماویر
- آرویس
- آروشات
- آروشات، آرارات
- آرووت
- آرگاواند، آرارات
- آرگاواند، آرماویر
- آرگل
- آرگینا، ارمنستان
- آرین
- آرینج
- آرجوت
- آرماش
- آرماویر
- آرپنی
- آرپی
- آرپونک
- آرشالویس
- آرتابوینک
- آرتامت
- آرتانیش
- آرتاشار
- آرتاشاوان
- آرتاوان
- آرتاواز
- آرتنی
- آرتیمت
- آرتسنی
- آرتسوابرد
- آرتسوانیک
- آرتسوانیست
- آرتسواشن
- آروچ
- آرزاکان
- آرزنی
- آشناک
- آشوتاوان
- آشوتسک
- آستغادزور
- آتان، ارمنستان
- آوان، آراگاتسوتن
- آوازان
- آوشار، آرارات
- آوشن
- آیگاباتس
- آیگاوان
- آیگدزور
- آیگهات
- آیگهوویت
- آیگک
- آیگپار
- آیگپات
- آیگشات، آرماویر
- آیگشات، واغارشاپات
- آیگستان
- آیگوان
- آیگزارد
- آیگوت
- آینتاپ
- آیرک
- آزات
- آزاتاموت
- آزاتان
- آزاتاشن
- آزاتاوان
- آزاتک
- آزنوادزور
- باگاران
- باغانیس
- باغرامیان، آرارات
- باغرامیان، آرماویر
- باغرامیان، واغارشاپات
- باگراتاشن
- بالاهوویت
- بالاک
- بامباکاشات
- باندیوان
- باردزراشن، آرارات
- باردزراوان
- باردزرونی
- بارکاماوان
- باسن
- باشگیوغ
- باورا
- بایاندور
- بازماغبیور
- بازوم
- بنیامین
- برداشن
- برداوان
- بردیک
- بردکونک
- برکابر
- برکانوش
- برکارات
- برکاشات
- بجنی
- بلاگودارنوی
- بنونیس
- بووادزور
- برناکوت
- بوراستان
- بوژاکان
- بیوراکان
- بیوراوان
- چاکاتن
- چاپنی
- چارچاکیس
- چیناری
- چینچین
- چیوا
- چکالوو
- چکالووکا
- چکناغ
- چوچکان
- چوراتان
- دالار
- دالاریک
- داراکرت
- داراناک
- دارباس
- داربنیک
- دارپاس
- داشت
- داشتادم
- داشتادم، لوری
- داشتاکار
- داشتاوان
- داویت بک
- داوتاشن
- ددماسار
- ددماشن
- دبت
- دبتاوان
- دغدزاوان
- دغدزوت
- دیان
- دیمیتروف
- دیتاک
- دیتاوان
- دوغس
- دووغ
- تاوروس، سیونیک
- دپراباک
- دپروانک
- دراختیک
- دسق
- دوین
- دزیتهانکوو
- دزوراگت
- دزوراغبیور
- جوراگلوخ
- دزوراگیوغ، گغارکونیک
- دزوراگیوغ، لوری
- دزوراکاپ
- دزوراموت
- دزوراشن
- دزوراستان
- دزوراوانک
- دزیوناشوغ
- فانتان
- فریک
- فیولتوفو
- گاندزاک
- گاندزاکار
- گراگار
- گارناهوویت
- گارناریچ
- گارنی
- گای
- گغادیر
- گغادیر، کوتایک
- گغادزور
- گغاکار
- گغاکرت
- گغاماباک
- گغاماسار
- گغاماوان
- گغانیست، آرارات
- گغانیست
- گغانوش
- گغارد، ارمنستان
- گغارکونیک (روستا)
- گغاروت
- گغاسار، لوری
- گغاشن
- گغهوویت
- گغی
- گتاهوویت
- گتامچ
- گتاپ
- گتاب، ارمنستان
- گتاپ، وایوتس‌جور
- گتاپنیا
- گتارگل
- گتاشن، آرماویر
- گتاتاغ
- گتازات
- گتیک، گغارکونیک
- گتک
- غاریبجانیان
- غازانچی
- غازاراوان
- غوکاساوان
- غورسالی
- ایشخاناسار
- گینوت
- گلادزور
- گندواز
- گنیشیک
- گوگاران
- گوگهوویت
- گوغت
- گوغتانیک
- گومک
- گوراوان
- گورایک
- گریبادوف
- گتاشن
- گودمنیس
- گوگارک
- گوساناگیوغ
- گیولاگاراک
- بیوراکن
- هاقپات
- هاغتاناک
- هاگوی
- هاکو
- هالاوار
- هالیدزور
- هانکاوان
- هاریچ
- هارتاگیوغ
- هارتاشن
- هارتاشن
- هارتاوان
- هارژیس
- هاتیس
- هاتساشن
- هاتساوان، کوتایک
- هاتساوان، سیونیک
- هاتسیک، آرماویر
- هاتسیک
- هایانیست
- هایکادزور
- هایکاسار
- هایکاشن
- هایکاوان، آرماویر
- هایکاوان
- هایراوانک
- هایرنیاتس
- هایتاغ
- هرهر
- هرمون
- هنابرد
- هنابرد
- هوباردزی
- هوغمیک
- هورباتغ
- هوروم
- هورس
- هوویت
- هووک
- هوونانادزور
- هووتامج
- هووتاشات
- هوتاشن
- هووتاشن
- هوتون
- هوونی
- هوشاکرت
- ایریند
- ایساهاکیان
- ایتساکار
- جاغاتسادزور
- جاجور
- جاجوراوان
- جامشلو
- جانفیدا
- جیل
- جیلیزا
- جرابر
- جرادزور
- جراهوویت
- جرامبار
- جراپی
- جرارات، آرماویر
- جرارات، کوتایک
- جرارات
- جراربی
- جراشن، آرارات
- جراشن، آرماویر
- جراشن
- جروژ
- جوجوان
- کاچاچکوت
- کاغنوت
- کاغسی
- کاغتسراشن
- کاجاران (روستا)
- کاکاوادزور، آراگاتسوتن
- کاکاواسار
- کاخاکن
- کالاوان
- کاماریس
- کامو
- کاناچوت
- کاناکراوان
- کانچ
- کانیاشیر
- کاپس
- کاپوتان
- کارابرد، لوری
- کارابرد
- کارادزور
- کاراگلوخ
- کاراهونج
- کاراکرت
- کاراشامب
- کاراشن
- کاربی
- کارچآغبیور
- کارچوان
- کارنیس
- کارینج
- کارکوپ
- کارمیر آغک
- کارمیرگیوغ
- کارمراکار
- کارمراشن، آراگاتسوتن
- کارمراشن، وایوتس‌جور
- کارمراوان
- کارنوت
- کاساخ
- کاشونی
- کاتناغبیور، آراگاتسوتن
- کاتناغبیور، کوتایک
- کاتناغبیور، لوری
- کاتناجور
- کاتنارات
- کایک
- کتی
- خاچآغبیور
- خاچاردزان
- خاچیک
- خاچپار
- آچانان
- خانجیان، ارمنستان
- خاشتاراک
- خدرانتس
- خناتساخ
- خندزورسک
- خندزوروت، وایوتس‌جور
- خنکویان
- خورونک
- خوت
- خوزناوار
- کیرانتس
- کوغب
- کوغباوان
- کوغس
- کورنیدزور
- کوش
- کوتایک
- کوتی
- کراسار
- کراشن
- کوچاک
- کوریس
- کورتان
- کوت
- کوتاکان
- لانجآغبیور
- لانجانیست
- لانجار
- لانجازات
- لانجیک
- لچاپ
- لچاشن
- لچاوان
- لچکادزور
- لهواز
- لجان
- لنوغی
- لرمانتوفو
- لرنادزور
- لرناگوگ
- لرناگیوغ
- لرناهوویت
- لرناکرت
- لرنامردز
- لرنانیست
- لرنانتسک
- لرناپار
- لرناپات
- لرناروت
- لرناوان
- لرنوت
- لیچک
- لیچک
- لور
- لوری برد
- لوروت
- لتسن
- لوکاشین
- لوسادزور
- لوساغبیور، لوری
- لوساغبیور
- لوساگیوغ، آراگاتسوتن
- لوساگیوغ، آرماویر
- لوساهوویت
- لوساکرت
- لوساکن
- لوساکونک
- لوسارات
- لوساشوغ
- مادینا
- ماکنیس
- مالیشکا
- مارگاهوویت
- مارگارا
- مارماراشن
- مارماریک
- مارماشن
- مارتیروس
- مارتس، لوری
- مارتونی (روستا)
- ماسیس (روستا)
- ماستارا
- مایاکوفسکی
- مائیسیان، آرماویر
- ماییسیان
- مدوفکا
- مغرادزور
- مغراشات
- مغراشن
- مغاواهوویت
- ملیک‌گیوغ
- مردزاوان
- متس آیروم
- متس مانتاش
- متس ماسریک
- متس پارنی
- متس ساریار
- متس سپاسار
- متسامور
- متسادسور
- متساوان
- مغارت
- میجناتون
- میکائیلوفکا
- میراک
- مخچیان
- موسس
- مرگانوش
- مرگاشات
- مرگاشن
- مرگاستان
- مرگاوان
- مرگاوت
- موسی‌لر
- موسایلیان
- موتسک
- میاسنیکیان
- ناهاپتاوان
- نالباندیان
- نارک
- ناوور
- نغوتس
- نرکین بازمابرد
- نرکین گتاشن
- نرکین هاند
- نرکین کارمیرآغبیور
- نرکین خندزورسک
- نرکین خوتانان
- نرکین ساسناشن
- نرکین شورژا
- نرکین تساقکاوان
- نیگاوان
- نظامی، ارمنستان
- نور آمانوس
- نور آرماویر
- نور آرتاگرس
- نور آرتامت
- نور آرتیک
- نور آزنابرد
- نور گغی
- نور گیوغ
- نور کساریا
- نور خاچاکاپ
- نور خاربرد
- نور کیانک
- نور کیانک
- نور کیورین
- نور اوغی
- نور یدسیا
- نور یرزنکا
- نوراباک
- نوراباتس
- نوراکرت
- نوراکارت
- نورامارگ
- نوراپات
- شوغاکن
- نوراشن
- نوراشن
- نوراشن
- نوراشن
- نوراشن
- نوراشنیک
- نوراتوس
- نوراوان، آرماویر
- نوراوان
- نورشن
- نوفوسلتسوفو
- نویاکرت
- نشاوان
- نورنوس
- نرنادزور
- اودزون
- اوهاناوان
- اوختار
- اورگوو
- اوشاکان
- اوتوان
- پاغاغبیور
- پامباک
- پامباک
- پانیک
- پاراکار
- پاراواکار
- پارپی
- پارتیزاک
- بارویر سواگ
- نور آستغابرد
- پمزاشن
- پتروفکا
- پوکر مانتاش
- پوگر ماسریک
- پوکر ساریار
- پوکر سپاسار
- پوکر ودی
- پوکراشن
- پور
- پریفولنوی
- پروشیان
- پشاتاوان
- پتغاوان
- پتغنی
- پتغونک
- پوشیکنو
- رانچپار
- ریند
- ریا تازا
- ساغموساوان
- سالی
- سالوت
- سالوارد
- ساراگیوغ
- ساراهات
- ساراکاپ
- سارالانج
- سارالانج، کوتایک
- سارالانج
- سارالانج
- سارامج
- ساراپات
- ساراتاک
- ساراتوفکا
- ساراوان
- سارچاپت
- ساردارآباد
- ساریگیوغ
- سارناغبیور
- سارناکونک
- ساروخان
- ساسونیک
- سایات‌نووا
- سیمیونوفکا
- سرس
- سوابرد
- سواکار
- سوکار
- شاغاپ
- شاغات
- شاغیک
- شاهومیان
- شاهومیان، آرماویر
- شاهومیان
- شاهومیانی ترچنافابریکا
- شاکی
- شامیرام
- شاموت
- شاتین
- شاتجرک
- شاتوان
- شناتاغ
- شناوان
- شناوان، آرماویر
- شناوان
- شنیک، آرماویر
- شنکانی
- شغارشیک
- شیکاهوغ
- شینوهایر
- شیراک
- شیراکاموت
- شیراکاوان
- شنوغ
- شوغاکن
- شورژا
- شرونانتز
- شورنوخ
- شوانیدزور
- سیپان
- سیپانیک
- سیس
- سیساوان
- سیزاوت
- نژده
- سولاک
- سوریک
- ستک
- اسپانداریان
- اسپانداریان
- سراشن
- سورناوان
- سوسر
- سوارانتس
- سوردلوف
- سیونیک
- تالووریک
- تاناهات
- تاندزاتاپ
- تاندزاور
- تاندزوت، آرماویر
- تاپراکان
- تاراتومب
- تارونیک
- واشتون
- تاسیک
- تاتو
- تاتول
- تاوشوت
- تاووش
- تسوواسار
- تغ
- تغنیک
- تغر
- تغوت
- تلیک
- تولورس
- تورفاوان
- توروسگیوغ
- تورونیک
- ترتوک
- تساغکابر
- تساغکاهوویت
- تساغکالانج
- تساغکاسار
- تساغکاشات
- تساغکاشن
- تساغکاشن
- تساغکونک، آرماویر
- تساغکونک
- تساغکوت
- تساکار
- تساماکاسار
- تساپاتاغ
- تساتر
- تساو
- تسغوک
- تسیاتسان
- تسیلکار
- تسوغامارگ
- تسوواگیوغ
- تسوواک
- تسووازارد
- تسووینار
- تتوجور
- تتوجور
- توفاشن
- اوجان
- اوراسار
- اورتسادزور
- اورتسالانج
- اوروت
- اوشی
- اویتس
- اوژانیس
- واغاشن
- واغاتین
- واغاتور
- واهاگنادزور
- واهاگنی
- واهان
- واهرامابرد
- واهراوار
- واناند، آرماویر
- واناشن
- وانک
- وانوان
- واراگاوان
- واردابلور
- واردابلور
- واردادزور
- وارداغبیور
- وارداهوویت
- وارداکار
- وارداناشن
- واردانیدزر
- وارداشات
- وارداشن
- واردنیک
- واردنیس
- واردنوت
- وارسر
- وازاشن
- ورین آرتاشات
- ورین بازمابرد
- ورین دوین
- ورین گتاشن
- وارداوانک
- ورین کارمیرآقبیور
- ورین خوتانان
- ورین پتقنی
- ورین ساسناشن
- ورین ساسونیک
- ورین شورژا
- ورین تساقکاوان
- وریشن
- ورنشن
- ووغجابرد
- ووغجی
- وروتان
- وروتان
- ووسکهاسک
- ووسکهات
- ووسکهات، آرماویر
- ووسکپار
- ووسکتاپ
- ووسکتاس
- ووسکوان
- ووسکواز
- ووستان
- یاغدان
- یغگ
- یغگیس
- یغگناوان
- یغنود، آرماویر
- یغگنوت
- یغیپاتروش
- یغنیک
- یغوارد، سیونیک
- یلپین
- ینوکاوان
- یرانوس
- یراسخ
- یراسخاهون
- یرازگاوروس
- یرنجاتاپ
- یروانداشات
- زانگاکتون
- زار
- زارینجا
- زاریشات
- زاریتاپ
- زارتونک
- زدا
- زولاکار
- زوراک
- زوراکان
- زوراکرت
- زوراوان
- زووابر
- زوواسار
- زوواشن، کوتایک
- زووک
- زوونی
- زویگاغبیور

جوامع روستایی
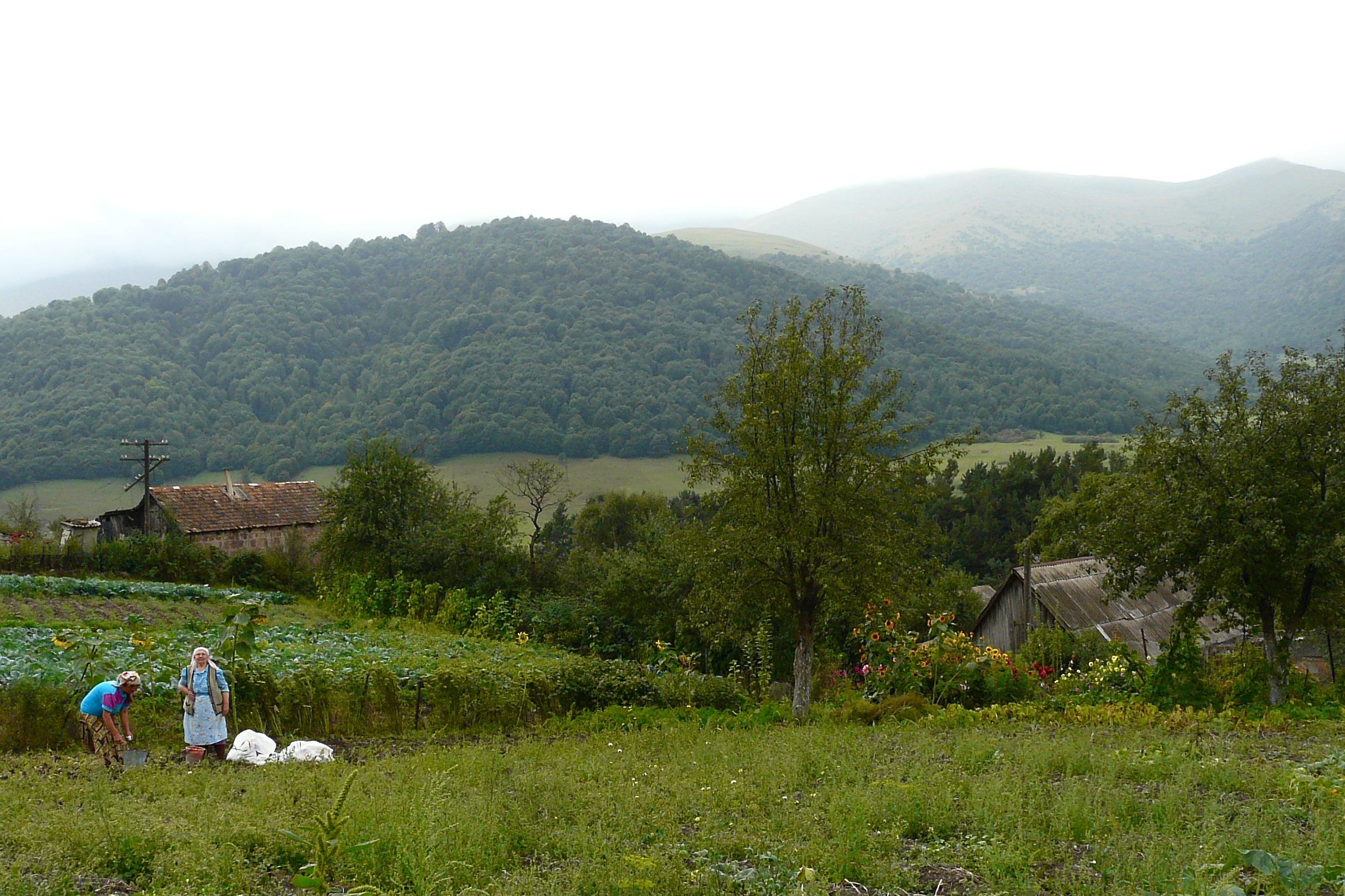
فیولتوفو، استان لوری
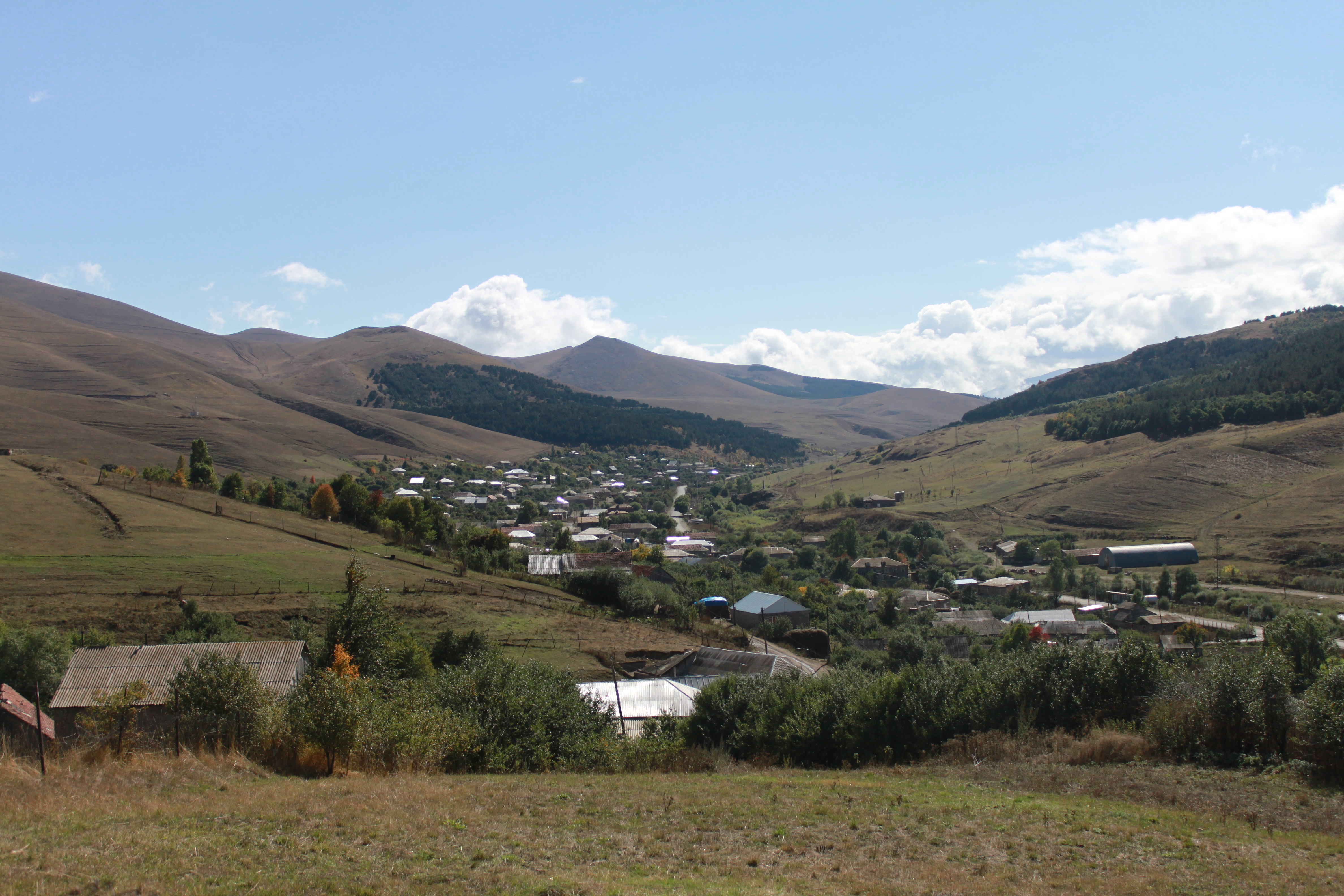
تتوجور، استان گغارکونیک
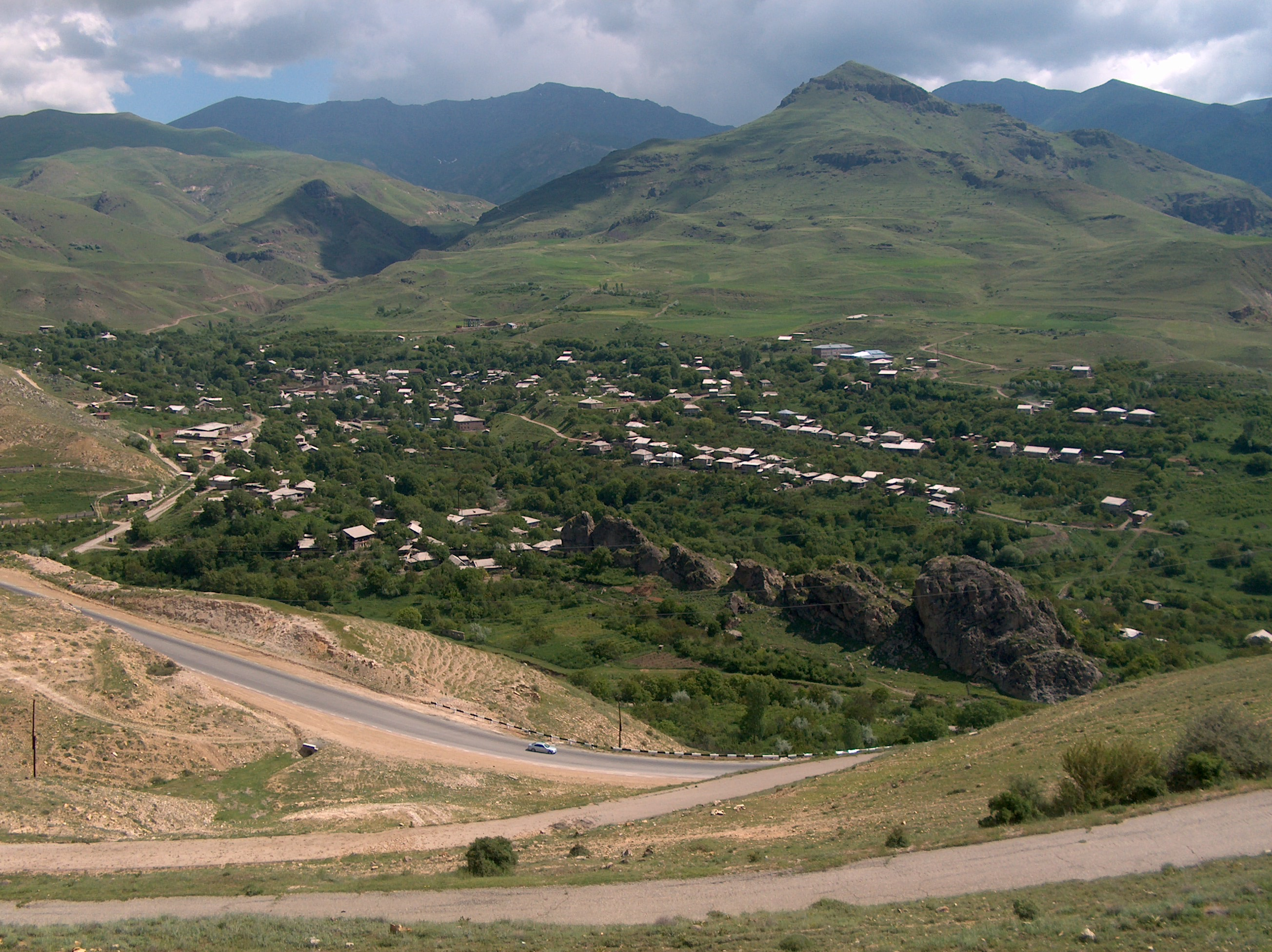
یلپین، استان وایوتس‌جور
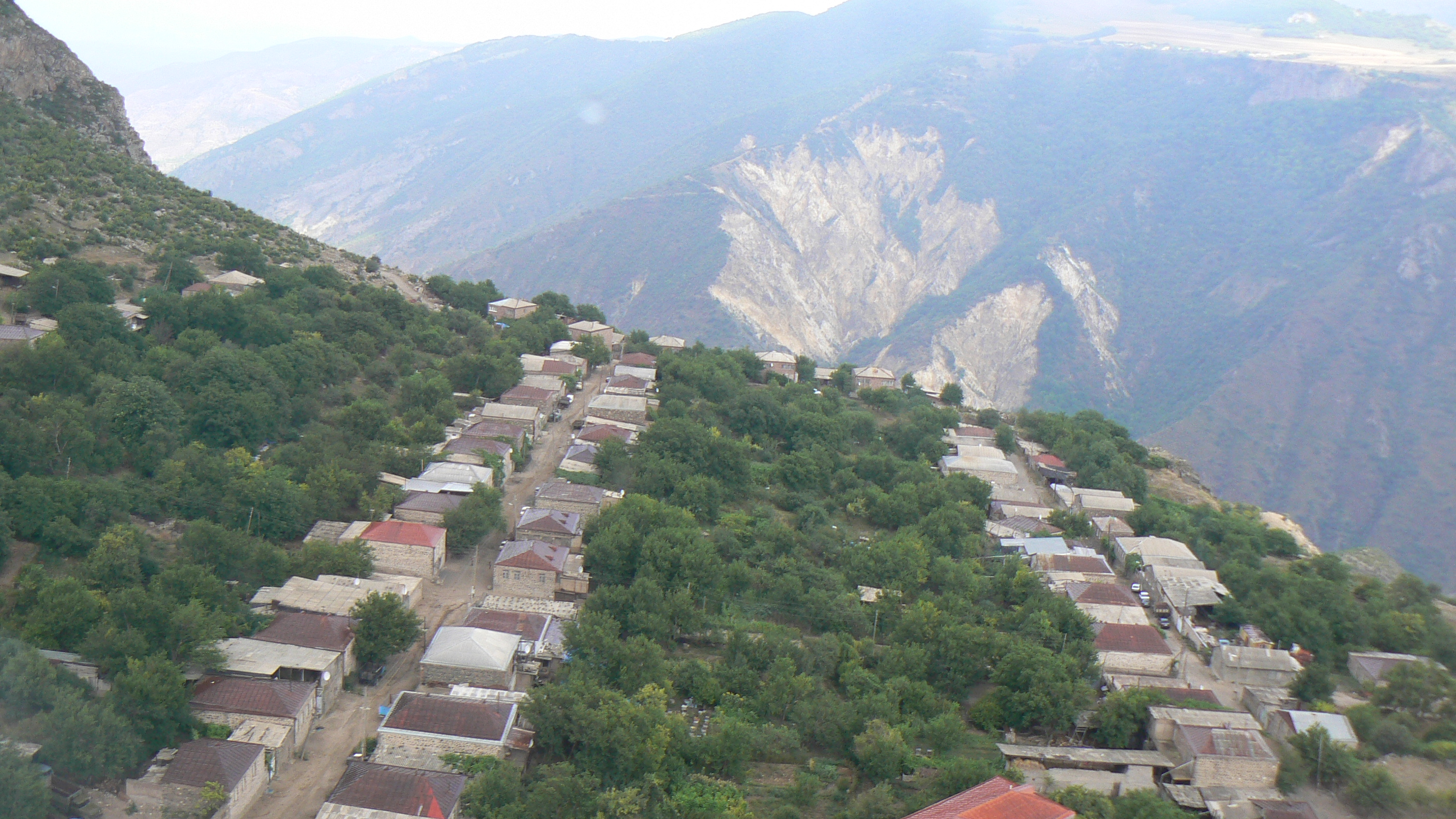
هالیدزور، استان سیونیک
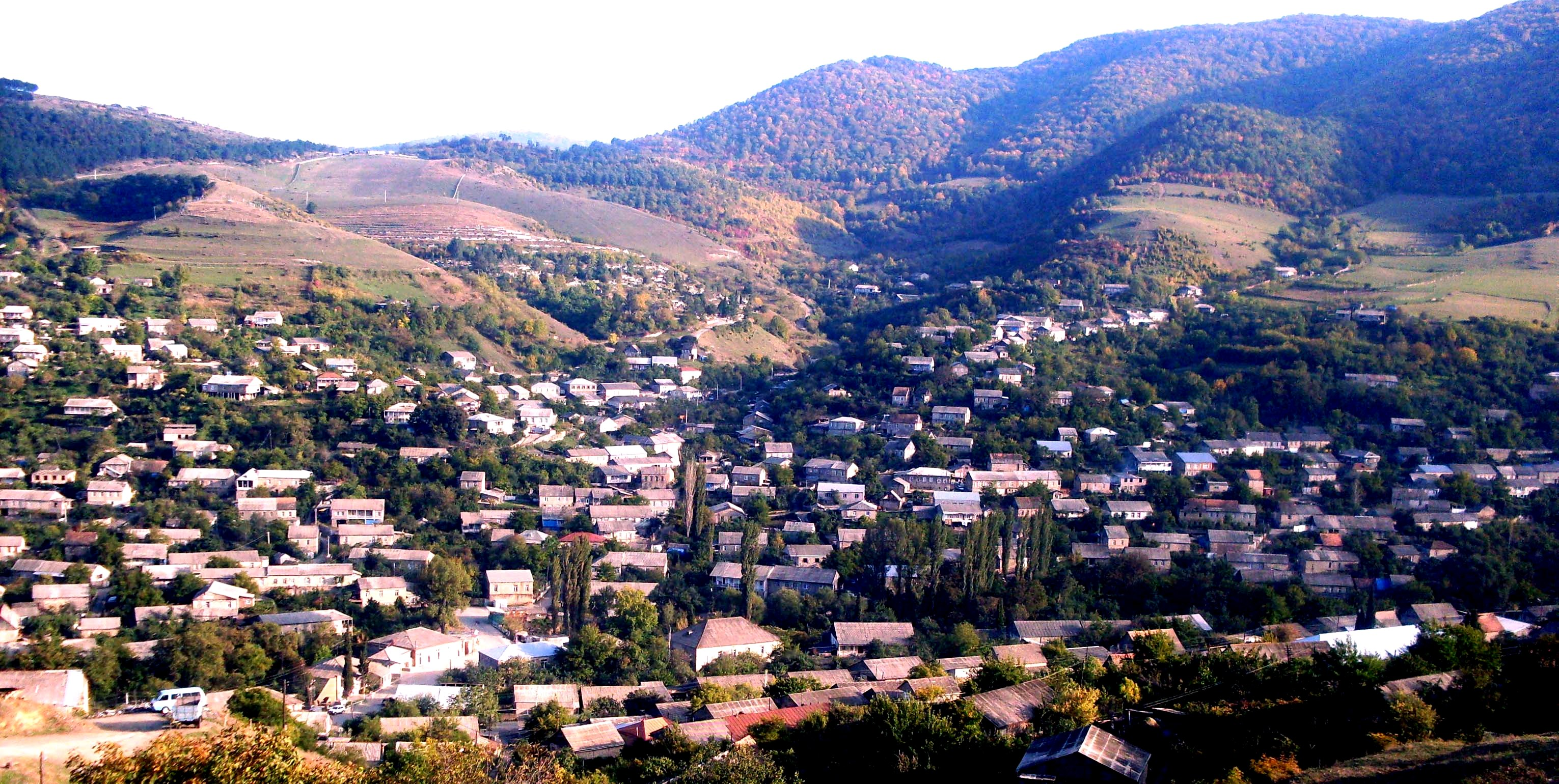
کوغب، استان تاووش

## سرشماری استان‌های ارمنستان
- https://www.armstat.am/file/article/marz_03_20.pdf
- https://www.armstat.am/file/article/marz_03_21.pdf
- https://www.armstat.am/file/article/marz_03_22.pdf
- https://www.armstat.am/file/article/marz_03_23.pdf
- https://www.armstat.am/file/article/marz_03_24.pdf
- https://www.armstat.am/file/article/marz_03_25.pdf
- https://www.armstat.am/file/article/marz_03_26.pdf
- https://www.armstat.am/file/article/marz_03_27.pdf
- https://www.armstat.am/file/article/marz_03_28.pdf
- https://www.armstat.am/file/article/marz_03_29.pdf

| - https://www.armstat.am/file/Map/MARZ_01.pdf - https://www.armstat.am/file/Map/MARZ_02.pdf - https://www.armstat.am/file/Map/MARZ_03.pdf - https://www.armstat.am/file/Map/MARZ_04.pdf - https://www.armstat.am/file/Map/MARZ_05.pdf - https://www.armstat.am/file/Map/MARZ_06.pdf - https://www.armstat.am/file/Map/MARZ_07.pdf - https://www.armstat.am/file/Map/MARZ_08.pdf - https://www.armstat.am/file/Map/MARZ_09.pdf - https://www.armstat.am/file/Map/MARZ_10.pdf | - https://www.armstat.am/file/article/marz_12_34.pdf - https://www.armstat.am/file/article/marz_12_35.pdf - https://www.armstat.am/file/article/marz_12_36.pdf - https://www.armstat.am/file/article/marz_12_37.pdf - https://www.armstat.am/file/article/marz_12_39.pdf - https://www.armstat.am/file/article/marz_12_40.pdf - https://www.armstat.am/file/article/marz_12_41.pdf - https://www.armstat.am/file/article/marz_12_42.pdf - https://www.armstat.am/file/article/marz_12_43.pdf - https://www.armstat.am/file/article/marz_12_44.pdf - https://www.armstat.am/file/article/marz_12_45.pdf | - https://www.armstat.am/file/article/marz_2017_24.pdf - https://www.armstat.am/file/article/marz_2017_25.pdf - https://www.armstat.am/file/article/marz_2017_26.pdf - https://www.armstat.am/file/article/marz_2017_27.pdf - https://www.armstat.am/file/article/marz_2017_28.pdf - https://www.armstat.am/file/article/marz_2017_29.pdf - https://www.armstat.am/file/article/marz_2017_30.pdf - https://www.armstat.am/file/article/marz_2017_31.pdf - https://www.armstat.am/file/article/marz_2017_32.pdf - https://www.armstat.am/file/article/marz_2017_33.pdf - https://www.armstat.am/file/article/marz_2017_34.pdf |  |